# Choisies
Choisies – miejscowość i gmina we Francji, w regionie Hauts-de-France, w departamencie Nord.
Według danych na rok 1990 gminę zamieszkiwało 60 osób, a gęstość zaludnienia wynosiła 24 osób/km² (wśród 1549 gmin regionu Nord-Pas-de-Calais Choisies plasuje się na 1121. miejscu pod względem liczby ludności, natomiast pod względem powierzchni na miejscu 875.).